# Фёдорова, Елена Фёдоровна
Еле́на Фёдоровна Фёдорова (23 марта 1917, Малый Ашламаш, Царевококшайский уезд, Казанская губерния, РСФСР — 15 декабря 1985, Волжск, Марийская АССР, РСФСР, СССР) — марийский советский государственный и партийный деятель. Депутат Верховного Совета СССР 2-го созыва (1946—1950). Член ВКП(б) с 1939 года.

## Биография
Родилась 23 марта 1917 года в деревне Малый Ашламаш ныне Советского района Марий Эл в семье крестьян-середняков. 
В 1938 году окончила Марийскую коммунистическую сельскохозяйственную школу.
С 1938 года — в Ронгинском районе Марийской АССР: заведующая районным здравотделом, пропагандист и секретарь по кадрам райкома ВКП(б).
С 1943 года — 2-й секретарь Моркинского райкома ВКП(б).
В 1948 году окончила Горьковскую партийную школу.
В 1948—1949 годах — заведующая отделом кадров Совета Министров Марийской АССР.
Затем — в Волжском райкоме ВКП(б) / КПСС: с 1949 года – 2-й секретарь, в 1951–1960 годах – заведующая партийным кабинетом.
В 1946—1950 годах избирался депутатом Верховного Совета СССР 2-го созыва. 
Награждена орденом Красной Звезды, медалями и Почётной грамотой Президиума Верховного Совета Марийской АССР.
Скончалась 15 декабря 1985 года в г. Волжске Марийской АССР.

## Награды
- Орден Красной Звезды (1946)[2]
- Медаль «За доблестный труд. В ознаменование 100-летия со дня рождения Владимира Ильича Ленина» (1970)[2]
- Почётная грамота Президиума Верховного Совета Марийской АССР (1946)[2]